# HD SAISON
Công ty Tài chính Trách nhiệm hữu hạn HD SAISON (gọi tắt là HD SAISON) là một công ty tài chính liên doanh giữa Ngân hàng Phát triển TPHCM (HDBank) và tập đoàn tài chính Nhật Bản Credit Saison. Tính đến tháng 12 năm 2018, HD SAISON là một trong 3 công ty tài chính tín chấp hàng đầu Việt Nam.

## Lịch sử phát triển
- HD SAISON được thành lập ngày 7 tháng 9 năm 2007 với tên gọi ban đầu là Công ty TNHH Một thành viên Tài chính Việt Société Générale (SGVF) trực thuộc Ngân hàng Société Générale (Cộng hòa Pháp). SGVF là công ty tài chính phi ngân hàng 100% vốn nước ngoài đầu tiên được Ngân hàng Nhà nước Việt Nam cấp giấy phép hoạt động. Lĩnh vực kinh doanh của SGVF là cho vay tiêu dùng cá nhân không cần thế chấp.
- Sau 1 năm hoạt động, SGVF đã giải ngân hơn 400 tỉ đồng tại Thành phố Hồ Chí Minh. Cũng trong năm 2008, công ty thành lập chi nhánh Hà Nội và phát triển phạm vi hoạt động ra miền Bắc. Năm 2009, SGVF có mặt tại Đà Nẵng và các tỉnh miền Tây như Cần Thơ, Tiền Giang, Vĩnh Long, Đồng Tháp và An Giang.
- Năm 2013, theo xu thế các Ngân hàng thương mại mua lại các Công ty tài chính đang ăn nên làm ra để tái cơ cấu và cũng là để đón đầu thị trường tài chính cá nhân đang bắt đầu giai đoạn bùng nổ, Ngân hàng TMCP Phát triển TP HCM (HDBank) đã mua lại toàn bộ SGVF và đổi tên thành Công ty Tài chính TNHH MTV Ngân hàng TMCP Phát triển TP.HCM, gọi tắt là HDFinance.
- Năm 2014, HDFinance có mặt tại khắp 63 tỉnh thành Việt Nam và phục vụ hơn 750.000 lượt khách hàng. Tháng 4/2015, công ty ra mắt dịch vụ "Du lịch đi trước, trả sau".
- Với sự góp vốn đầu tư chiến lược từ tập đoàn tài chính Credit Saison (nhà phát hành thẻ tín dụng lớn thứ 3 Nhật Bản), ngày 22/4/2015, HDFinance chính thức đổi tên thành Công ty Tài chính trách nhiệm hữu hạn HD SAISON hay gọi tắt là "HD SAISON". Từ tháng 5 đến cuối năm 2015, HD SAISON đã phát triển mạng lưới điểm giới thiệu dịch vụ thần tốc với hơn 4.500 điểm trên toàn quốc.
- Tháng 6/2019, HD SAISON hợp tác cùng Hãng hàng không VietJet ra mắt sản phẩm độc đáo là vé máy bay trả góp lần đầu tiên tại thị trường Việt Nam. Trong số các công ty tài chính tiêu dùng, HD SAISON sở hữu danh mục sản phẩm cho vay phong phú và độc đáo nhất.[cần dẫn nguồn]

## Hoạt động kinh doanh
HD SAISON cung cấp dịch vụ cho vay không cần thế chấp cho các mục đích tiêu dùng cá nhân.
Tính đến tháng 6/2022, công ty có vốn điều lệ là 2.350 tỷ đồng và phục vụ hơn 10 triệu khách hàng cá nhân.

## Cơ cấu tổ chức
Tổng Giám đốc điều hành công ty là ông Nguyễn Hữu Nhân. Hai phó Tổng Giám đốc là ông Nguyễn Đình Đức (kiêm nhiệm Giám đốc Chi nhánh Hà Nội) và ông Đàm Thế Thái.

## Giải thưởng và chứng nhận
HD SAISON đã được các tổ chức uy tín trong và ngoài nước trao tặng các giải thưởng như:
- Top 50 Doanh nghiệp xuất sắc nhất Việt Nam (2016, 2017, 2018 - Vietnam Report và VietnamNet bình chọn)[3]
- Top 500 Doanh nghiệp lớn nhất Việt Nam - VNR500 (2016, 2017, 2018, 2019)
- Top 500 Doanh nghiệp phát triển nhanh nhất Việt Nam - FAST500 (2016, 2017, 2018, 2019)
- Top 500 Doanh nghiệp lợi nhuận tốt nhất Việt Nam - PROFIT500 (2019)[4]
- Nhãn hiệu hàng đầu Việt Nam - Top 20 Dịch vụ Vàng Việt Nam (2017, 2018, 2019 - Hội sở Hữu Trí tuệ Việt Nam xếp hạng) [5]
- Doanh nghiệp Rồng Vàng và Thương hiệu Mạnh Việt Nam (2016, 2017, 2018, 2019 - Thời báo Kinh tế Việt Nam đánh giá)
- Thương hiệu nổi tiếng Đất Việt năm 2018 (Viện Kinh tế & Văn hóa và Trung tâm bảo vệ Người tiêu dùng Việt Nam bình chọn)
- Đạt chứng nhận "Chỉ số hài lòng khách hàng” theo chuẩn mực quốc tế ISO/CSI:2018 (Customer Satisfaction Index) và chứng nhận “Đạt chuẩn kiểm soát chất lượng dịch vụ” QSI:2018 (Quality Service Index) do Hội đồng khoa học của Viện Nghiên cứu Kinh tế (Việt Nam), Tổ chức Liên kết Thương mại Toàn cầu Global GTA (Vương quốc Anh) và Tổ chức Chứng nhận Quốc tế InterConformity (CHLB Đức – EU) trao tặng [6]
- Hàng Việt tốt – Sản phẩm tin cậy – Dịch vụ hoàn hảo (2016)
- Thương hiệu hàng đầu - Top Brands (2016)
- Doanh nghiệp Mạnh và Phát triển bền vững (2016)
- Thương hiệu Uy tín – Trusted Brand (2016)

## Hoạt động xã hội
Các chương trình từ thiện, hoạt động xã hội có sự tham gia của HD SAISON:
- Đi bộ "Vì Nạn nhân chất độc da cam và Người khuyết tật nghèo (hoạt động thường niên do Hội Chữ thập đỏ TP.HCM phát động) năm 2016, 2017, 2018, 2019.
- Tham gia "Chạy vì Trái tim" ủng hộ Quỹ Nhịp Tim Việt Nam năm 2016, 2017, 2018, 2019.[7]
- Hiến máu tình nguyện HD SAISON từ năm 2015 đến nay[8]
- Phối hợp với báo Tuổi Trẻ phát động chương trình "Cùng hướng về biển đảo", quyên góp ủng hộ chiến sĩ, nhân dân ở đảo xa năm 2014,
- Tổ chức chương trình Chắp Cánh Ước Mơ trao tặng phương tiện sinh kế cho các gia đình khó khăn (phối hợp cùng báo Công an TP.HCM) năm 2017, 2018, 2019.
- Từ năm 2017, xây dựng "Quỹ ước mơ HD SAISON" phục vụ các hoạt động xã hội.[9]
- Xây nhà tình nghĩa cho người có công với cách mạng tại tỉnh Quảng Bình và Bến Tre năm 2018, xây nhà tình thương tại Bình Phước năm 2019.[10]
- Cứu trợ đồng bào Sơn La sau đợt lũ quét lịch sử năm 2017 và cứu trợ đồng bào Phú Yên chịu thiệt hại bởi bão số 12 năm 2017.[11]
- Trao học bổng hàng năm cho học sinh nghèo hiếu học trường tiểu học Lê Đình Chinh (Q. Bình Thạnh, TPHCM) và trường THCS Đức Trí (Q.1, TPHCM).[12]